# Semelako Satu
Semelako Satu is een bestuurslaag in het regentschap Lebong van de provincie Bengkulu, Indonesië. Semelako Satu telt 1001 inwoners (volkstelling 2010).